# Focus (Diaura-album)
A Focus című lemez a Diaura nevű japán visual kei együttes második stúdióalbuma, mely 2013. december 4-én jelent meg a Blowgrow kiadásában és 49. helyen végzett az Oricon heti slágerlistáján. Ez az együttes első nagylemeze, melyen már Tacuja dobolt. A lemezhez csatolt DVD-n a Trigger dalhoz készült videoklip található meg. 2013. július 10-én a Sirius című dal megjelent kislemezen is.

## Számlista
Az összes dalszöveg szerzője yo-ka. 
| 1.  | Code:0 | Kei    | 4:02 |
| 2.  | Szadzsó no jume (砂上の夢; Hepburn: Sajō no yume) | Kei    | 3:51 |
| 3.  | Taboo | Kei    | 4:20 |
| 4.  | Sirius (Focus Mix) | Kei    | 4:54 |
| 5.  | Akai kjozó (赤い虚像; Hepburn: Akai kyozō) | yo-ka  | 3:34 |
| 6.  | Sleeping Beauty | yo-ka  | 3:54 |
| 7.  | Invisible | Kei    | 4:44 |
| 8.  | Lost rain: usinai no ame, szono kioku to no kjószei (Lost rain ~失いの雨、その記憶との共生~; Hepburn: Lost rain ~ ushinai no ame, sono kioku to no kyōsei ~) | Kei    | 6:24 |
| 9.  | The Redemption | Tacuja | 4:48 |
| 10. | Innocent (イノセント) | yo-ka  | 3:48 |
| 11. | Trigger | Kei    | 3:40 |

| 1. | Trigger (videoklip) | 4:40 |